# جبل سكينكاو
جبل سكينكاو هو بركان كلي يتشكل من اثنين من براكين كالديرا، الأول بيليريانغ عرضه 2.5 كم، والثاني بالاك وعرضه 2.5 كم، يقع البركان في جنوب سومطرة في إندونيسيا. توجد حفرة عرضها 300 متر في قمة البركان. تم العثور على أنشطة داخنة في سفح الكالديرا.